# Papiro Ipuur

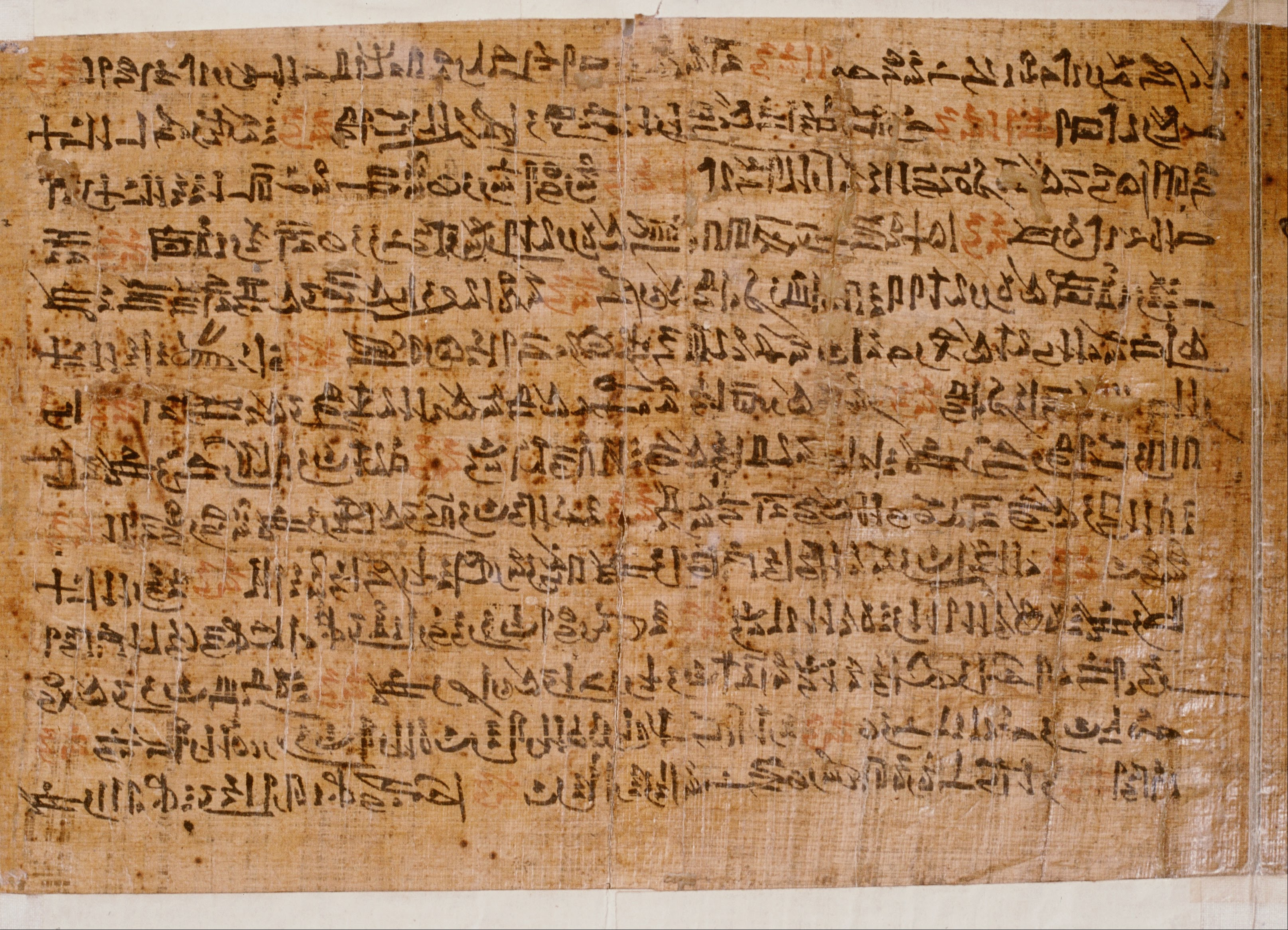
Papiro Ipuur

O Papiro Ipuur (oficialmente Papiro Leiden I 344 recto) é um papiro egípcio antigo em hierático feito durante a XIX dinastia, hoje mantido no Museu Nacional de Antiguidades de Leida, Países Baixos. Contém as Admonições de Ipuur, uma obra literária incompleta cuja composição original é datada não antes do final da XII dinastia egípcia (c. 1991–1803 a.C.).
Nas Admonições um homem chamado Ipuur reclama que o mundo está virado de cabeça para baixo e exige que o "Senhor de Todos" se lembre de seus deveres religiosos e destrua seus inimigos. O poema é considerado o tratado mais antigo do mundo sobre ética política, sugerindo que um bom rei é aquele que controla os funcionários injustos, assim realizando a vontade dos deuses. Ipuur é muitas vezes apresentado na literatura popular como confirmação da história do êxodo bíblico, mas estes argumentos ignoram os muitos pontos em que a obra contradiz o Êxodo.

## Origens e conteúdo
Anteriormente, pensava-se que Ipuur apresentava um retrato do Egito no Primeiro Período Intermediário, mas agora acredita-se que a data é do Império Médio tardio, mais precisamente o final da XII dinastia. As Admoestações não são um guia confiável à história do Egito nos tempos do Reino Antigo, uma vez que estas são conhecidas apenas a partir do papiro de Leida, que foi feito muito mais tarde, por volta de 1 250 a.C., durante a XIX dinastia (Império Novo).
No poema, Ipuur (um nome típico do período entre 1850-1 450 a.C.), queixa-se de que o mundo está de cabeça para baixo: uma mulher que não tinha uma única caixa agora tem mobília, uma menina que olhou para seu rosto na água agora possui um espelho, enquanto que o homem outrora rico agora está em trapos. Ele pede que o "Senhor de Todos" (um título que pode ser aplicado tanto ao rei como ao deus-sol criador) deve destruir seus inimigos e lembrar-se de seus deveres religiosos. Isto é seguido por uma descrição violenta da desordem: não há mais nenhum respeito pela lei e mesmo o enterro do rei dentro da pirâmide foi profanado. A história continua com a descrição de dias melhores até que ele termina abruptamente devido à parte final perdida do papiro. É provável que o poema tenha concluído com uma resposta do "Senhor de Todos", ou profetizando a vinda de um rei poderoso que restauraria a ordem.
As Admonições são o tratado mais antigo do mundo sobre ética política, sugerindo que um bom rei é aquele que controla os funcionários injustos, assim realizando a vontade dos deuses. É uma lamentação textual, próxima aos lamentos da cidade suméria e aos lamentos egípcios pelos mortos, usando o passado (a destruição de Mênfis no final do Império Antigo) como contexto sombrio para um futuro ideal. As Admonições de Ipuur e as Reclamações de Khakheperresenb são obras de propaganda real inspiradas na anterior Profecia de Neferti: as três composições têm em comum o tema de uma nação que foi mergulhada no caos e desordem e a necessidade de um rei intransigente que iria derrotar o caos e restaurar maat. Assim, as Admonições e Khakheperresenb podem ter sido compostas durante o reinado de Sesóstris III, um faraó bem conhecido por seu uso de propaganda.

## Relações com o Livro do Êxodo
É amplamente aceito na academia que a relação entre o papiro Ippur com o Livro do Êxodo está incorreta. O consenso acadêmico é que, na verdade, o papiro retrata um caos no Egito em que escravos fogem e o Nilo está em sangue, muito provavelmente por conta de conflitos entre escravos e seus senhores. Outro problema está na datação do papiro, uma vez que data de século XX a.C., muitos anos antes do Êxodo bíblico, que teria ocorrido em meados de 1 300 a.C., durante o reinado de Ramessés II. Uma "versão egípcia" do êxodo só apareceu no século III a.C., quando Manetão descreveu Moisés como sacerdote chamado Osarsife, que criou a religião monoteísta e liderou uma invasão contra o Egito.
Segundo o Dr. e professor Peter Akkermans da Universidade de Leiden na Holanda, o papiro de Ipwer ou Ipuur, está sim de acordo com as pragas do êxodo e faz conexão com o livro hebreu de Moshé. Embora alguns acadêmicos neguem devido a razões politico-acadêmicas, o professor e doutor afirma que há duas possibilidades para o texto devido a datação dar como 1250 anos A.C.:
1. o diário fala de uma corrupção religiosa no Egito sem nenhuma ligação com o êxodo, podendo ser a invasão do cristianismo na região.
2. Ser uma cópia de um diário da época do êxodo, encontrado em alguma biblioteca da época ou na casa de um bibliotecário, uma vez q os Egípcios adoravam Toth e tratavam a história e literatura como uma adoração aos deuses, tendo q manter assim a fidelidade ao escrito.
Ipuur frequentemente aparece na literatura popular como uma confirmação do relato bíblico, mais notavelmente por causa de sua declaração de que "o rio é o sangue" e suas frequentes referências aos criados fugindo. Uma extensão da mesma leitura é a ideia de que tanto Ipuur como o Livro do Êxodo são registros de uma erupção vulcânica na ilha de Tera, no Egeu. Há probabilidade de que a frase "o rio é sangue" pode referir-se ao sedimento vermelho que cora o Nilo durante inundações desastrosas, ou pode ser simplesmente uma imagem poética de turbulência.
Ainda sim, não há comprovação cientifica de ação vulcânica naquela região na possível data, o que reduz bruscamente a negativa contra o êxodo.
A teoria mais aceita é de que o autor do diário estivesse se referindo a um caos no Egito, mencionando o êxodo hebreu como referencia. O que acaba sendo muito confuso para os negacionistas que negam a existência do êxodo, pois se um egípcio comparou um problema civil-religioso ao caos do êxodo, é porque tal relato era comum e famoso entre os estudiosos egípcios, tornando assim insustentável a negação do relato bíblico.  
No documentário Patterns of evidence: Exodus, do cineasta Tim Mahoney –[carece de fontes?] que apesar de galardoado com vários prémios internacionais, carece de fontes historiográficas confiáveis, aborda toda esta temática citando possíveis provas arqueológicas da existência do Êxodo. Tais evidências não possuem comprovação suficiente para aferir a historicidade do Êxodo bíblico, visto que o papiro narra um poema, e neste, as supostas menções ao êxodo são sintéticas e atribuídas, como por exemplo:
- Menção à escravos fugindo do Egito; Apenas comprova alguma rebelião em massa, não citando que um povo específico se rebelou, apenas que um grande grupo de escravos fugiu, o que não serve para atestar que foram os hebreus fugindo, visto que várias rebeliões ocorreriam naquele período.
- Menção a um rio vermelho; Os egiptólogos apontam através do método histórico-comparativo, que o escrito "o rio é sangue" simboliza a turbulência das águas, e não a cor vermelha. Além disso, os pesquisadores postulam que tanto o êxodo quando o poema contido no papiro, representam erupção minoica. Além disso, o conflito relatado no próprio papiro já sugere que o rio "estava em sangue" por conta dos conflitos entre os escravos e os senhores de escravos.[10]